# MÁV M47 sorozat

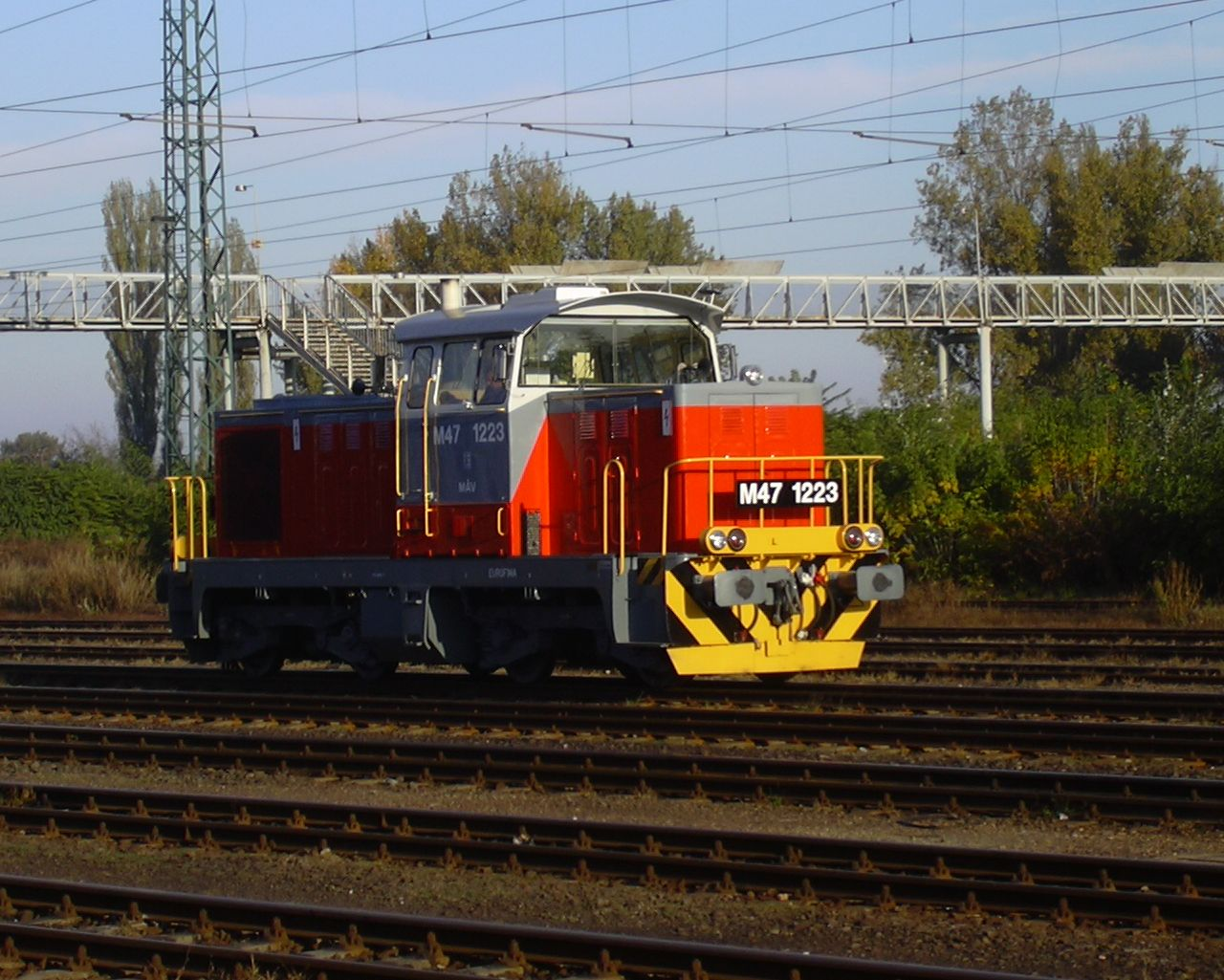
Az 1223-as pályaszámú mozdony Cegléden

A MÁV M47 sorozat egy magyar B’B’ tengelyelrendezésű, Romániában gyártott dízelmozdony-sorozat. Beceneve Dacia. Új pályaszáma: 478. A köznyelvben „nagy-Dácsia” néven szokták emlegetni  („kis Dácsia”: MÁV M43 sorozat). A sorozat számos példányát – az M43-asoktól eltérően – az ezredfordulót követően felújították, ezzel legtöbbször újfajta (piros-szürke) külső megjelenést kaptak. Az M47-esek napjainkban is (2020-as évek) aktív résztvevői a MÁV vonalaknak, általában tehervonatok és állomási tolatómozdonyok minőségében. Gyakran szolgálnak ki iparvágányokat.

## Története
A hazai vasutak mellékvonalain az 1970-es évek első felében nagyrészt még mindig az első világháború környékén készült gőzmozdonyok és a bár (kényszerből) röviddel korábban remotorizált, de szerkezetében mégis félévszázados korú két- és háromtengelyes Ganz-motorkocsik továbbították a vonatokat. Az MDa motorvonatok nagyon korszerűek voltak, de kapacitásuk a legtöbb mellékvonal forgalmi igényeit jelentősen meghaladta, ezért – valamint viszonylag magas beszerzési költségük miatt – további beszerzésük nem volt célszerű. Az M32 sorozatú mozdonyok gyártási üteme viszonylag alacsony volt és az áruk növekedése nem tette lehetővé a további beszerzését. A MÁV ezért új mozdonyok import útján történő beszerzését határozta el. A politikai és gazdasági lehetőségek miatt kizárólag a KGST-országok gyártói jöhettek szóba. A mellékvonalak által megkövetelt 12 tonna legnagyobb tengelyterhelés miatt az aradi Uzinele "23 August" (korábban Malaxa, utóbb FAUR) gyár 450 LE teljesítményű LDH45 és 700 LE teljesítményű LDH70 típusú mozdonyai jöhettek szóba. A két típus beszerzése mellett számos érv szólt:
- mindkét típus közel azonos szerkezetű volt, lényegében a beépített dízelmotor típusa tért el;
- a főkeret és a futómű robusztus kialakítású volt, mely a tolatószolgálatban előforduló erőhatásokat is elviselte (Romániában a mozdonyok jelentős részben iparvasutak számára készültek);
- a beépített gépiberendezés neves nyugati gyártók jól bevált típusainak (Mercedes-Benz dízelmotorok, Brown-Boveri turbófeltöltők, Voith hidrodinamikus hajtómű – ez utóbbi azonos volt az M31-esekbe épített hajtóművekkel) licence alapján készültek;
- a keskenynyomközű vonalakra szintén az aradi gyártól beszerzett, az LDH45 típusú mozdonyokkal nagyrészt azonos gépiberendezésű Mk45 sorozatú mozdonyokkal a MÁV kedvező tapasztalatokat szerzett;
- a magyar állam jelentős külkereskedelmi többletet halmozott fel Romániával szemben, melynek kiegyenlítésére jó lehetőséget kínált a román mozdonyok beszerzése.

Románia külképviselete 1974-ben tett hivatalos ajánlatot a mozdonyok szállítására. Az LDH70 típusú mozdonyok ajánlati ára 139.000 rubel volt. Ebből a nehezebb tolató- és közepes mellékvonali teherforgalom számára alkalmas típusból a MÁV 1974-1975 között összesen 36 darabot vásárolt, melyeket M47 1001-1036 pályaszámokon állította forgalomba. 
A mellékvonali személyszállító vonatok fűtési időszakban való továbbítására – tekintettel arra, hogy a MÁV a gőzfűtést, illetve a motormellékkocsikban alkalmazott kályhafűtést a hazai mellékvonalakon is ki akarta váltani – az LDH70 sorozatú mozdonyok villamos vonatfűtéssel ellátott változatát is megrendelte. A kifejezetten a MÁV kérésére létrehozott LDH-MÁV95 típusjelű változatban a dízelmotor teljesítményét a névleges fordulatszám felemelésével 950 LE-re növelték és beépítettek egy, a Ganz Villamossági Művek által szállított 150 kW teljesítményű, ONe 214/4 típusú, egyfázisú, váltakozóáramú  generátort is. Az 1975-1979 között szállított, összesen 75 db ilyen, ún. csúszófrekvenciás villamos vonatfűtésre alkalmas (azaz a motor fordulatszámával együtt a fűtési feszültség és frekvencia is változik) példányt a MÁV M47 2001-2075 pályaszámokon vette állagba.
A licencben gyártott elemek minőségével – hasonlóan a MÁV M43 sorozathoz – számos probléma adódott, főleg az üzembe állítást követően. Ezeket legfőképpen a hanyag megmunkálásra és összeszerelésre lehetett visszavezetni. Így például az elektropneumatikus szelepeknél a gyártás és a szerelés során el nem távolított szennyeződés miatt nem ritkán vezérlési hiba, üzemképtelenség fordult elő. Gyakori volt a motor kenőolajának gázolajjal történő felhígulása, a gázolaj-tápszivattyú megszorulása, ennek következtében az ezt hajtó villanymotor leégése. A gázolajtartályban és különféle vezetékekben talált fémforgács- és festékdarabok szintén egyértelmű gyártási hibára utaltak. A hanyag szerelés miatt gyakori volt az olaj-, gázolaj- és hűtővízfolyás. Szintén igen gyakori volt a hidrosztatika-tömlők és az ékszíjak szakadása, melyek szintén szolgálatképtelenséget okozhattak. A motorok különféle tömítései idő előtt mentek tönkre.
A túlerőltetés következtében a típusnál több esetben fordult elő súlyos motorsérülés. A vezetőfülkét a hajtómű magas zajszintje miatt utólag hangszigetelni kellett.

## Üzeme
A MÁV szándéka szerint az M43 és a kétféle változatú M47 sorozatú mozdonyok üzembeállításával a mellékvonalak minden forgalmi igényének megfelelő, univerzális típuscsaládhoz jutott. E mozdonyok beszerzése tette lehetővé a mellékvonalak teljes dízelesítését, a 375 és 376 sorozatú gőzmozdonyok teljes kiváltását. Azonban hamar bebizonyosodott, hogy az M47 2000 sorozatú mozdonyok személyvonati felhasználása műszaki jellemzői miatt csak szükségmegoldás, ebben a szerepkörben a mozdonyok meglehetősen gazdaságtalanok. Ezért az elöregedett ABmot, ABymot és ABnymot felváltására nem alkalmasak és a Bzmot típusú járművek megjelenésével mindinkább csak tolató- és tehervonati szolgálatban alkalmazták őket. Ennek a szerepkörnek megfelelően az M47 2000-es mozdonyok egy részéből az 1980-as évek második felében kiszerelték a fűtőgenerátort, és a motor teljesítményét is 514 kW-ra csökkentették. A 25 db átalakított mozdony az M47 1101–1125 pályaszámokat kapta. Az 1990-es években pedig elkezdődött a sorozat selejtezése.

## Az első korszerűsítések
Az M47 2000 alsorozat gazdaságosabbá tételére is történtek kísérletek. 1985-ben került beépítésre a Ganz-MÁVAG – SEMT–Pielstick 8 PA4-V-185 VG típusú dízelmotor az M47 2023 és M47 2032 pályaszámú mozdonyokba. A Voith cég felajánlására 1989-ben egy L3r4U2 típusú, hidraulikus irányváltást biztosító hajtóművet építettek be az M47 2032 pályaszámú mozdonyba. 1995-ben ugyanilyen hajtóművet kapott az M47 2033 is. További 3 db mozdonyba (M47 2057, 2058 és 2062) került beépítésre 8 PA4-V-185 VG típusú dízelmotor és L3r4U2 típusú hajtómű. Ezeket a mozdonyokat új pályaszámmal is ellátták (M47 2157, 2158 és 2162). A mozdonyok gépterének hangszigetelését módosították. A tervek szerint e mozdonyoknak kellett volna átvenni a csak gőzfűtéssel rendelkező M40 sorozatú mozdonyok személyvonati feladatait. Azonban az 1990-es években bekövetkezett utasszámcsökkenés és a gazdasági szempontok miatt is a mellékvonali személyszállításban inkább a Bzmot motorkocsikat alkalmazták mind szélesebb körben. Az itt szerzett tapasztalatok azonban jó alapot teremtettek a későbbi, jóval átfogóbb korszerűsítéseknek. 2001-ben Pécsett az M47 2023 pályaszámú mozdonyba a Ganz–David Brown cég H122 típusú két nyomatékmódosítót és mechanikus irányváltót tartalmazó hajtóművét építették be. E mozdonynál a motor teljesítményét 730 kW-ra állították be, melyből a vontatás számára 554 kW jut.

## Dízelmotor
Az LDH70 típusba egy 700 lóerő (514 kW) teljesítmény Maybach-Mercedes licenc alapján gyártott, MB 820 Bb típusú, 12 hengeres V-hengerelrendezésű, feltöltött, előkamrás motort építettek be. A 175 mm furatú és 205 mm löketű motor névleges fordulatszáma 1350 min−1. A motort egy, a brassói Hidromecanica által gyártott BBC-licenc VTR 250 típusú turbó tölti. Az LDH-MÁV 95 típusváltozatnál a motor beállított névleges fordulatszáma 1480 min−1, teljesítménye 950 lóerő (700 kW).

## Erőátvitel
A motorhoz egy szintén a Hidromecanica által gyártott TH 1-A típusú (az M31-esekben is alkalmazott Voith L 26/St/V típus licence alapján készült) két egyforma, egymástól mechanikusan elhangolt nyomatékmódosítóból álló hidrodinamikus hajtómű csatlakozik, ehhez pedig egy 2 R 16 típusú mechanikus, az irányváltóval egybeépített tolató-vonali fokozatváltó hajtómű csatlakozik. Ennek kihajtó tengelye a belső kerékpárok 2 A 250 típusú kétlépcsős (elosztó) tengelyhajtóműveket, azok pedig szintén kardánokkal a külső kerékpárok 1 A 250 típusú egylépcsős tengelyhajtóműveit hajtják.

## Segédüzemek
A dízelmotorról ékszíjjal hajtott GI 03/17.05 típusú segédüzemi generátor névleges teljesítménye 5,6–7 kW, feszültsége 20,6–23,7 V. Az 1 C-501 típusú légsűrítőt szintén ékszíj hajtja meg. A hűtőventilátor hidrosztatikus hajtású, melynek szivattyúját ugyancsak ékszíjjal hajtja a dízelmotor.

## Üzemeltetők Magyarországon
- MÁV
  - M47 1001–1036[2]
  - M47 2001–2075
  - 478 201-240
  - 478 301-334
- GYSEV
  - M47 1501–1502 (később: MÁV M47 1037–1038)

### Lista és motorok
| - 478 201 Győr (MTU) - 478 202 Győr (MTU) - 478 203 Győr (MTU) - 478 204 Győr (MTU) - 478 205 Győr (MTU) - 478 206 Pécs (MTU) - 478 207 Szombathely (MTU) - 478 208 Pécs (MTU) - 478 209 Pécs (MTU) - 478 210 Nagykanizsa (MTU) - 478 211 Nagykanizsa (MTU) - 478 212 Szombathely (MTU) - 478 213 Pécs (MTU) - 478 214 Pécs (MTU) - 478 215 Szombathely (MTU) - 478 216 Nagykanizsa (MTU) - 478 217 Nagykanizsa (MTU) - 478 218 Székesfehérvár (MTU) - 478 219 Győr (MTU) - 478 220 Pécs (MTU) - 478 221 Szombathely (MTU) - 478 222 Szombathely (MTU) - 478 223 Szolnok (Caterpillar) - 478 224 Szolnok (Caterpillar) - 478 225 Szolnok (Caterpillar) | - 478 226 Szolnok (Caterpillar) - 478 227 Békéscsaba (Caterpillar) - 478 228 Békéscsaba (Caterpillar) - 478 229 Békéscsaba (Caterpillar) - 478 230 Szeged (Caterpillar) - 478 231 Szeged (Caterpillar) - 478 232 Szolnok (Caterpillar) - 478 233 Szolnok (Caterpillar) - 478 234 Hatvan (Caterpillar) - 478 235 Hatvan (Caterpillar) - 478 236 Szeged (Caterpillar) - 478 237 Szombathely (Caterpillar) - 478 238 Miskolc (Caterpillar) - 478 239 Szeged (Caterpillar) - 478 240 Hatvan (Caterpillar) - 478 301 Miskolc (MTU) - 478 302 Miskolc (MTU) - 478 303 Miskolc (MTU) - 478 304 Miskolc (MTU) - 478 305 Győr (MTU) - 478 306 Győr (MTU) - 478 307 Győr (MTU) - 478 308 Miskolc (MTU) - 478 309 Miskolc (MTU) - 478 310 Győr (MTU) | - 478 311 Miskolc (MTU) - 478 312 Szombathely (MTU) - 478 313 Miskolc (MTU) - 478 314 Miskolc (MTU) - 478 315 Miskolc (MTU) - 478 316 Győr (MTU) - 478 317 Miskolc (MTU) - 478 318 Dombóvár (MTU) - 478 319 Dombóvár (MTU) - 478 320 Hatvan (Caterpillar) - 478 321 Szolnok (Caterpillar) - 478 322 Záhony (Caterpillar) - 478 323 Záhony (Caterpillar) - 478 324 Szombathely (Caterpillar) - 478 325 Szeged (Caterpillar) - 478 326 Szeged (Caterpillar) - 478 327 Szombathely (MTU) - 478 328 Székesfehérvár (MTU) - 478 329 Székesfehérvár (MTU) - 478 330 Székesfehérvár (MTU) - 478 331 Székesfehérvár (MTU) - 478 332 Szombathely (MTU) - 478 333 Székesfehérvár (MTU) - 478 334 Székesfehérvár (MTU) |

## Üzemeltetők Európában
- Románia[3]
  - Societatea Națională Căile Ferate Române (CFR) - LDH70-001– (később 85 0001–)
  - CFR Marfa - LDH70-
  - Tractorul Brasov - LDH70-024, -128, -491
  - Celhart Donaris Braila - LDH70-104
  - SALCEF - LDH70-112, -323, -602
  - Constantin Grup - 85-0120-7
  - ISAF SA - LDH70-141
  - Exploatarea Miniera Dorna Iacobeni - LDH70-203
  - EuroEst Constanta - LDH70-341
  - Conpet - LDH70-350, -606
  - Remar Pascani - LDH70-372
  - COMAT Focsani - LDH70-418
  - Electro Comp Iasi - LDH70-437
  - PECO Arad - LDH70-451
  - Fortus Iasi - LDH70-510
  - Grandemar - LDH70-537
  - Calcarul Pojorata - LDH70-577
  - Metrom Brasov - LDH70-618
  - Exploatarea Miniera Dorna Iacobeni - LDH70-795
- Görögország
  - Οργανισμός Σιδηροδρόμων Ελλάδος (ΟΣΕ) - A 151– A 162
- Bulgária
  - Български държавни железници (БДЖ)

## Galéria
- M47 2053 Zircen (1994)
- M47 2059 Mezőcsáton (1996)
- M47 2070 (2007)
- Felújított M47 325 Lajosmizsén (2013)
- H-START 478 318 (MÁV M47 1318) Kaposváron (2023)